# Josefina Filomeno de Salcedo
Josefina Filomeno de Salcedo (Chile, c. 1852-?) fue una cantante y actriz chilena. Era hija del músico peruano José María Filomeno, hecho que le permitió realizar giras por Europa y América. Tocaba el piano y el violín, y estudió en París. Perteneció a un círculo social de elite, pues su educación fue muy distinta a la del resto de las mujeres de su época.